# Delmarva

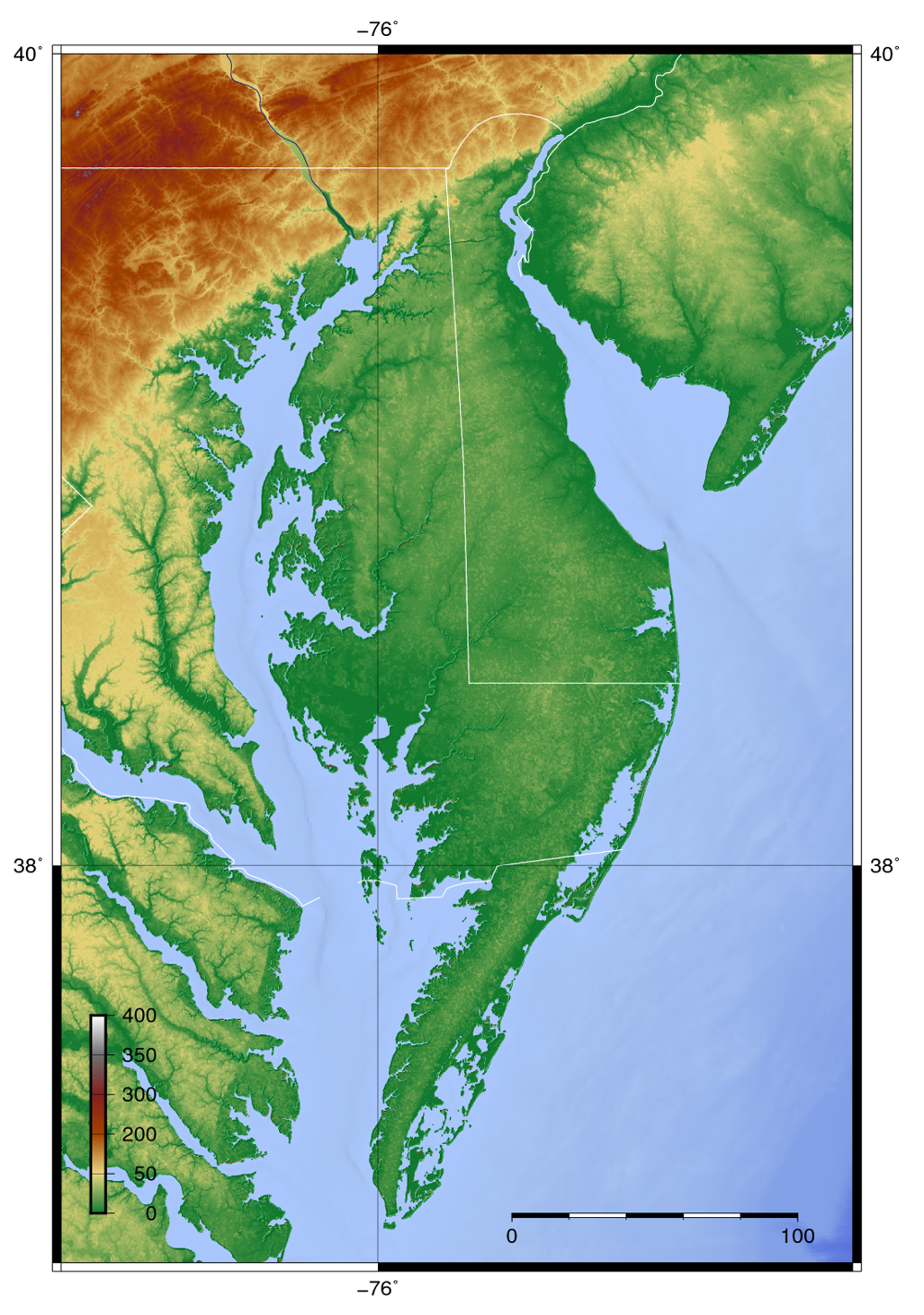
Mapa poloostrova

Delmarva (celým názvem Delmarva Peninsula) je poloostrov na východním pobřeží USA, oddělený od pevniny na západě Chesapeakskou zátokou a na východě estuárem řeky Delaware. Má rozlohu 14 130 km² a žije na něm asi 680 000 obyvatel, hustota zalidnění je necelých 50 obyvatel na km². Na poloostrově se nachází téměř celý stát Delaware včetně hlavního města Dover, dalšími významnými sídly jsou Salisbury a Seaford. Většina území patří státu Maryland, část ležící severně od Transpeninsular Line a východně od Mason-Dixonovy linie náleží k Delaware a úzký výběžek na jihu, zvaný Cape Charles, náleží Virginii (se zbytkem státu ho spojuje Chesapeake Bay Bridge–Tunnel).
Poloostrov je plochý, nejvyšší bod se nachází pouze 31 metrů nad mořem. Celé západní a jih východního pobřeží jsou velmi členité s mnoha zátokami a ostrovy, největší je Kent Island. Obyvatelé se věnují převážně zemědělství (chov drůbeže, pěstování sóji a kukuřice) a rybolovu, přímořská městečka Rehoboth Beach a Ocean City jsou vyhledávanými prázdninovými letovisky. Na některých ostrovech u pobřeží Delmarvy žijí zdivočelí poníci, ostrov Wallops Island je známý díky kosmodromu Wallops Flight Facility.
Původními obyvateli byli indiáni kmene Assateague. Prvním Evropanem zde byl roku 1566 španělský admirál Pedro Menéndez de Avilés, v 17. století region nakrátko ovládli Nizozemci a Švédové, roku 1664 se stal britskou državou. Jako součást Třinácti kolonií se poloostrov stal roku 1776 (resp. 1783) částí nově vzniklých Spojených států amerických. Původně se nazýval Chesapeake (Peninsula), od počátku 20. století se používá současné pojmenování, které vzniklo jako akronym z názvů států DELaware, MARyland a VirginiA.
Po dokončení průplavu C&D Canal v roce 1829 se poloostrov stal de facto ostrovem. Část obyvatel, v jejímž čele stojí politik Richard Colburn, požaduje, aby se poloostrov stal novým státem Unie.